# Aristobrotica excisa
Aristobrotica excisa es un coleóptero de la familia Chrysomelidae. Fue descrita científicamente por primera vez en 1921 por Weise.